# García (Venezuela)
García è un comune del Venezuela situato nello Stato di Nueva Esparta.
Il capoluogo del comune è la città di El Valle del Espíritu Santo.